# كاثلين أ. ماكغراث
كاثلين أ. ماكغراث (بالإنجليزية: Kathleen A. McGrath)‏ هي ضابطة أمريكية، ولدت في 4 يونيو 1952 في كولومبوس في الولايات المتحدة، وتوفيت في 26 سبتمبر 2002.